# Crown Agents

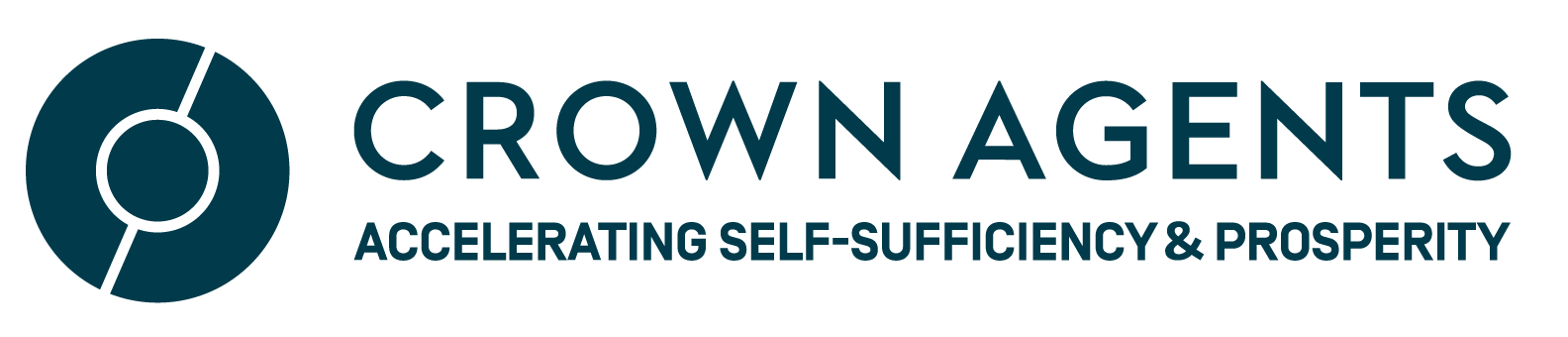
Іnternational development company Crown Agents

Crown Agents (Агенты короны) — британская компания, основным направлением деятельности которой является оказание «помощи» правительствам во всем мире с целью повышения благосостояния, сокращение бедности и улучшение здравоохранения, посредством консалтинга, услуг по управлению цепочками поставок, финансовых услуг и обучения.[1] Главный офис компании расположен в Великобритании.
В апреле 2016 года финансовые подразделения компании (Crown Agents Bank и Crown Agents Investment Management) были проданы Helios Investment Partners. Таким образом, Crown Agents полностью сосредоточилась на предоставлении своих экспертных знаний в области здравоохранения, экономического развития, управления и создания государственного потенциала, менеджмента цепочек поставок и гуманитарной помощи.
Crown Agents зарегистрирована как международная компания с ограниченной ответственностью, имея только одного акционера — Crown Agents Foundation (некоммерческая организация).

## Crown Agents в России
С 1992 по 2015 гг. международная организация Crown Agents предоставляла консультации и услуги по управлению цепочками поставок и финансовыми услугами секторов здравоохранения, сельского хозяйства, государственного финансирования, инфраструктуры, энергетики и ядерной безопасности в России. Организация сотрудничала с международными донорами, включая Еврокомиссию и правительства Японии и Соединенного Королевства, по нескольким проектам, среди которых были демонтаж атомных подводных лодок, наращивание потенциала в области ядерного вывода из эксплуатации и запуск нового хранилища для отработавшего ядерного топлива. По состоянию на 2018 год Россия в списке стран присутствия на официальном сайте компании не значится.

## Crown Agents на Украине
На Украине Crown Agents работает более 10 лет, помогая в реализации проектов в области закупок, управления финансами, развития экономики. Crown Agents сотрудничает с:
- Министерством финансов Украины, Министерством экономического развития и торговли Украины, Министерством здравоохранения Украины, Антимонопольным комитетом Украины, Государственной службой по чрезвычайным ситуациям Украины, Министерством охраны окружающей среды и природных ресурсов Украины, Государственным агентством по управлению зоны отчуждения
- Европейским союзом и Европейской комиссией
- Правительствами США, Великобритании и Японии
- Всемирным банком и Европейским банком реконструкции и развития

## Crown Agents в Центральной Азии
Crown Agents начала свою деятельность в Центральной Азии в 1992 году, а в 2013 был открыт постоянный офис по развитию бизнеса в Бишкеке.

### Проекты Crown Agents в Центральной Азии:

#### Повышение эффективности торговли с помощью «Единого окна» в Таджикистане (2014 — настоящее время)
Crown Agents реализует проект «Единого окна» в Таджикистане, проводя гармонизацию интерактивных систем 17 государственных ведомств, чтобы обеспечить единую онлайн точку входа для получения всех разрешительных документов и лицензий, необходимых для экспорта и импорта товаров в страну.

#### Рационализация транспортной и торговой логистики для увеличения трансграничной торговли в Центральной Азии (2014)
В рамках этого проекта, финансируемого Азиатским банком развития, страны Центрально-Азиатского регионального экономического сотрудничества смогли использовать опыт Crown Agents в таможенной сфере и упрощении процедур торговли; Crown Agents реализовывала механизм «Единого окна» по всему миру, чтобы оптимизировать потоки торговли и транспортной информации, даже до прибытия груза на границу.

#### Мониторинг проектов Глобального фонда в Казахстане, Кыргызстане и Грузии (2009—2015)
В качестве Местного агента Глобального фонда по борьбе со СПИДом, туберкулезом и малярией (ГФСТМ) компания Crown Agents проводила мониторинг грантов на сумму более чем 175 миллионов фунтов стерлингов, выделенных на борьбу со смертельными болезнями в Казахстане, Кыргызстане и Грузии.
Конкретная роль в качестве представителя варьировалась в зависимости от потребностей страны, включая контроль запасов и чрезвычайных закупок АРВ препаратов, встречи с членами координационных комитетов стран, а также оценки заявок по продолжению финансирования центров по диагностированию и лечению СПИДа.

#### Программа технической поддержки банковской сферы Узбекистана, Таджикистана и Кыргызстана (1993—1997, при поддержке ЕБРР)
Для представителей банковской сферы Узбекистана, Таджикистана и Кыргызстана были проведены интенсивные обучения в Региональном банковском учебном центре в Ташкенте.

#### Развитие учебного центра комитета таможенного контроля Республики Казахстан (2011 при поддержке Всемирного банка)
В рамках проекта была проведена оценка потребностей в обучении и подготовлена учебная стратегия, а также учебные программы и все учебные материалы в соответствии с мировыми стандартами и требованиями Казахстана.

#### Улучшение внешней торговли Кыргызстана с помощью внедрения «Единого окна» (2013—2016, при поддержке Азиатского банка развития)
Crown Agents содействует модернизации и упрощению торговли Кыргызстана путем реализации интегрированной Информационной системы «Единого окна». Эта система устраняет барьеры и снижает расходы, связанные с соблюдением административных процедур при осуществлении международных торговых сделок.

#### Развитие единой автоматизированной информационной системы (ЕАИС) для государственной таможенной службы Кыргызской Республики (2011—2014, при поддержке Азиатского банка развития)
Crown Agents успешно разработали программное обеспечение, которое поддерживает автоматизацию многих ключевых операционных функций таможенной службы Кыргызстана, в том числе контроль и таможенное оформление товаров, включая обработку таможенных деклараций и подготовку статистических данных.

#### Улучшение системы государственных закупок в Кыргызстане (2014—2016, при поддержке Всемирного банка)
Crown Agents работала в Кыргызстане по повышению потенциала и обучению в области государственных закупок в период между 2014 и 2016 годами. Эта работа включала подготовку обучающих модулей для государственных служащих и поставщиков, и подготовку преподавателей. Таким образом, вносим свой вклад в обеспечение большей прозрачности и эффективности государственных закупок и в снижение коррупционных рисков закупочных систем.

#### Улучшение системы государственных закупок в Таджикистане (2014—2016, при поддержке Всемирного банка)
Crown Agents работали в Таджикистане по повышению потенциала и обучению в области государственных закупок в период между 2014 и 2016 годами. Эта работа включала подготовку обучающих модулей для государственных служащих, поставщиков и преподавателей. Таким образом, Crown Agents вносит свой вклад в обеспечение большей прозрачности и эффективности государственных закупок и в снижение коррупционных рисков закупочных систем.

## Crown Agents в Молдове

### Программа финансирования товарного импорта для правительства Молдовы (2005 — по настоящее время, при поддержке Японской непроектной грантовой помощи)
Начиная с 2005 года, Правительству Молдовы были предоставлены 4 гранта JNPGA на общую сумму 14,5 миллионов долларов. Crown Agents была назначена в качестве агента по закупкам Министерством иностранных дел Японии.
Компания Crown Agents осуществляла управление процессом закупок и поставок крупного производственного оборудования по переработке и производству продуктов питания (переработка мясных и молочных продуктов, пекарни), сельскохозяйственной техники и оборудования для ферм (промышленные холодильники для хранения фруктов и овощей), оборудования для производства малого и среднего масштаба (типографии, швейные фабрики, деревообработка).

### Программа развития возобновляемых источников энергии (2011—2013, при поддержке правительства Японии)
В рамках программы по охране окружающей среды и изменениям климата, правительство Японии выделило правительству Республики Молдова грант в размере 417 млн иен. Данное финансирование было направлено на содействие текущей Программе правительства Молдовы по развитию возобновляемых источников энергии, а именно на реализацию проекта по установке солнечных фотоэлектрических (PV) систем. Crown Agents обеспечивали весь закупочный процесс по данному проекту.
Объектом для установки фотоэлектрической системы был определён Государственный онкологический институт в Кишиневе — главный онкологический госпиталь Молдовы. Согласно проектному заданию, солнечные панели были установлены на территории Института онкологии. Система была введена в эксплуатацию в августе 2013 года и подключена к центральной сети. Также были проведены обучение технического персонала института и общие презентации для широкой общественности по использованию системы.